# Chốt chặn cuối cùng (phim 2013)
Chốt chặn cuối cùng (tựa đề tiếng Anh: The Last Stand) là một bộ phim hành động Mỹ được công chiếu vào năm 2013, với nam diễn viên Arnold Schwarzenegger, nhà biên kịch Andrew Knauer và đạo diễn Kim Jee-woon.
Vai diễn trong phim này là vai chính đầu tiên của Schwarzenegger kể từ sau bộ phim Kẻ hủy diệt 3: Kỷ nguyên người máy phát hành năm 2003. Đây cũng là sản phẩm hợp tác Mỹ - Hàn Quốc đầu tay của đạo diễn Kim Jee-woon, nhà quay phim Kim Ji-yong và nhà soạn nhạc Mowg.
Tiêu điểm trong phim là cuộc chiến đấu của Cảnh sát trưởng một thị trấn nhỏ và những người cộng sự của ông nhằm chặn đứng sự tẩu thoát của tên trùm ma túy nguy hiểm qua biên giới Mexico trên chiếc ôtô thể thao đã cải tiến.

## Nội dung
Cảnh sát trưởng Ray Owens (do Arnold Schwarzenegger thủ vai) là một người đã từ nhiệm ở LAPD (Sở Cảnh sát thành phố Los Angeles) về Sommerton Junction, Arizona, một thị trấn yên tĩnh vùng biên giới sau khi các cộng sự đều hi sinh do một sơ suất của ông khi đang truy bắt tội phạm ma túy. Những lỗi thường gặp ở nơi này như ông Thị trưởng đậu xe Camaro vào nơi cấm đậu dùng cho trạm chữa cháy, hay tay sưu tầm vũ khí Lewis Dinkum (do Johnny Knoxville thủ vai) treo một tảng thịt để tập bắn súng cùng hai viên cảnh sát tại bảo tàng vũ khí của anh ta.
Một đêm, tên trùm ma túy quốc tế Gabriel Cortez (do Eduardo Noriega thủ vai) đã tẩu thoát táo bạo khỏi xe vận chuyển tử tù của FBI tại Las Vegas và bắt đặc vụ Ellen Richards (do Genesis Rodriguez thủ vai) theo làm con tin, chạy tốc độ trên 200 dặm một giờ về phía biên giới Mexico trên chiếc xe thể thao cải tiến Chevrolet Corvette C6 ZR1. Đặc vụ John Bannister (do Forest Whitaker thủ vai) đã cho thiết lập phong tỏa tại đường vào thành phố Bullhead, Arizona, nhưng Cortez đã cho thuộc hạ dùng hỏa lực mạnh và xe chuyên dụng để thông đường cho hắn. Cortez cũng sử dụng kỹ năng lái xe điêu luyện để làm hư hại nặng hai xe của đội SWAT đang đi về phía Sommerton. Trước khi bay đến Arizona, Bannister đã cho điều tra nhân sự trong nội bộ để tìm hiểu làm thế nào bọn thuộc hạ của Cortez giúp hắn trốn thoát một cách dễ dàng như vậy.
Trở lại thị trấn Sommerton lúc 4:30 sáng, Owens ra lệnh cho cấp dưới Jerry Bailey (do Zach Gilford thủ vai) và Sarah Torrance (do Jaimie Alexander thủ vai) đến kiểm tra nhà lão nông dân Parsons (do Harry Dean Stanton thủ vai), người đã không giao sữa đến quán ăn như thường lệ. Sau khi phát hiện Parsons đã bị sát hại, Bailey và Torrance theo dấu bánh xe tải đến hẻm núi nơi tay sai của Cortez, Thomas Burrell (do Peter Stormare thủ vai) và đám lính đánh thuê của hắn đang dựng một cây cầu trên hẻm núi, mốc biên giới Mỹ / Mexico. Bailey đã bị thương nặng trong cuộc đấu súng với những thuộc hạ của Burrell trước khi Owens lái xe xông vào để cứu cấp dưới của mình trở lại đồn.
Sau khi được Bannister thông báo tên của kẻ tẩu thoát là Cortez, Owens khẩn cấp triển khai phương án đối phó với tên trùm nguy hiểm này. Ông đề bạt Sarah Torrance, Mike "Figgy" Figuerola (do Luis Guzmán thủ vai) và Frank Martinez (do Rodrigo Santoro thủ vai) - một cựu đặc nhiệm trong cuộc chiến Iraq đã suy sụp tinh thần từ khi về nước. Martinez trở thành kẻ nát rượu và đang bị tạm giam tại đồn vì tội gây rối, nhưng sau cái chết của người bạn Bailey, anh muốn giúp Owens vây bắt Cortez. Sau cùng, Owens tuyển cả Dinkum vì anh ta có kho vũ khí đủ loại để chống lại bọn thuộc hạ của Cortez. Dinkum đồng ý giúp Cảnh sát trưởng với điều kiện cho anh ta làm cấp phó và cho anh ta sử dụng khẩu súng ngắn ổ xoay Smith & Wesson Model 500.
Lúc 7:10 sáng, nhóm của Owens dùng những chiếc ôtô chặn lối vào chính trong thị trấn trước khi Burrell và người của hắn đến, khiến cho trận chiến thêm gay go. Chỉ trang bị một khẩu Tommy Gun, Figuerola bước ra giữa làn khói của chiếc ôtô bị bọn Burrell bắn cháy, hiên ngang nã đạn vào chúng và bị thương bởi một tên bắn tỉa của Burrell trên mái nhà. Owens và Dinkum giết phần lớn những tên thuộc hạ của Burrell trên đường với một khẩu súng máy Vickers được mệnh danh là "Kẻ tiêu diệt Đức Quốc Xã" đặt ở cửa sau của một chiếc xe buýt do Martinez cầm lái, và bị một số tay súng tấn công từ trên mái nhà. Sau khi Owens giết chết Burrell bằng một phát đạn vào đầu, Cortez cuối cùng cũng đến thị trấn, hắn lách xe qua các chướng ngại vật trên đường thật nhanh chóng trong sự ngỡ ngàng của nhóm của Owens. Cortez đẩy đặc vụ Richards ra khỏi xe trước khi tăng tốc đến cánh đồng ngô.
Owens dùng chiếc Chevrolet Camaro ZL1 của Thị trưởng đậu gần đó đuổi theo Cortez trước khi cả hai chiếc xe va chạm một xe thu hoạch ngô trên cánh đồng. Cortez choáng váng bước ra khỏi xe và nhìn thấy cây cầu mới dựng, hắn chạy bộ về phía cây cầu nhưng Owens đã đứng chờ hắn ở đó từ lúc nào. Cortez định đút lót số tiền lớn để Owens cho hắn thoát thân, nhưng Owens không quan tâm. Cả hai vật lộn nhau trước khi Cortez dùng dao găm tấn công, cuối cùng Owens đánh bại tên trùm ma túy và còng tay hắn bắt về thị trấn trên chiếc Camaro bị dập nát. Bannister đến nơi để đưa Cortez trở lại nhà tù và bắt giữ Richards cho việc nhận hối lộ của tên trùm ma túy và giúp hắn trốn thoát. Figuerola và Dinkum được đưa đến bệnh viện để điều trị vết thương. Martinez trả lại huy hiệu của Bailey mà Owens đã trao cho anh trước đó. Owens bảo Martinez hãy giữ nó vì anh xứng đáng. Kết thúc phim là cảnh Thị trưởng nhìn thấy chiếc Camaro của mình bị dập nát, Owens cảnh báo ông ta về việc đậu xe vào nơi dùng cho trạm chữa cháy trước khi cùng Torrance và Martinez bước vào quán ăn.

## Diễn viên
- Arnold Schwarzenegger vai Cảnh sát trưởng Ray Owens
- Forest Whitaker vai Đặc vụ John Bannister
- Johnny Knoxville vai Lewis Dinkum
- Rodrigo Santoro vai Frank Martinez
- Jaimie Alexander vai Sarah Torrance
- Luis Guzmán vai Mike "Figgy" Figuerola
- Zach Gilford vai Jerry Bailey
- Eduardo Noriega vai Gabriel Cortez
- Peter Stormare vai Thomas Burrell
- Genesis Rodriguez vai Đặc vụ Ellen Richards
- Daniel Henney vai Đặc vụ Phil Hayes
- Tait Fletcher vai Eagan
- John Patrick Amedori vai Aaron Mitchell
- Harry Dean Stanton vai Parsons
- Titos Menchaca vai Thị trưởng
- Christiana Leucas vai Christie
- Lois Geary vai Bà Salazar
- Richard Dillard vai Irv
- Doug Jackson vai Harry
- Matthew Greer vai Sam
- Eddie J. Fernandez vai Đặc vụ McKay

## Sản xuất và phát hành
Phim được khởi quay vào ngày 17 tháng 10 năm 2011 tại Belen, New Mexico và Nevada. Bộ phim bị gián đoạn một thời gian ngắn vào ngày 17 tháng 12 năm 2011 và được tiếp tục quay vào ngày 3 tháng 1 năm 2012. Những cảnh quay cuối cùng kết thúc vào ngày 2 tháng 2 năm 2012 và được thực hiện phần hậu kỳ ở Los Angeles. Đoạn clip nổi bật của phim được ra mắt cùng với phim The Expendables 2 và được truyền trên internet kể từ tháng 8 năm 2012. Bộ phim đã được phát hành trên toàn thế giới vào ngày 17 tháng 1 năm 2013 và tại Bắc Mỹ vào ngày hôm sau. Chốt chặn cuối cùng đã được phát hành đĩa DVD và Blu-ray vào ngày 21 tháng 5 năm 2013.

## Đánh giá
Bộ phim nhận được sự đánh giá trái chiều từ các nhà phê bình. Nó được điểm 59% trên Rotten Tomatoes dựa trên 146 đánh giá với sự đồng thuận nêu rõ: "Không có gì đặc biệt đáng kể về nó, ngoại trừ cho người hâm mộ Schwarzenegger, Chốt chặn cuối cùng cung cấp giải trí không đòi hỏi xuất sắc". Phim được xếp hạng 54 trên 100 điểm, dựa trên 33 đánh giá từ Metacritic.
Biên tập viên Jim Vejvoda trên IGN đánh giá bộ phim 6/10 điểm và viết: "Những thiếu sót của bộ phim rõ ràng bất cứ khi nào được yêu cầu để là một phim kinh điển. Đó là lý do không phải hầu hết khán giả sẽ muốn xem Chốt chặn cuối cùng, nhưng nó đủ sức thuyết phục khi đánh giá tổng thể của bộ phim. Chốt chặn cuối cùng là một bộ phim hành động mang tính công thức, nhưng nó vẫn cung cấp những pha lái xe mạo hiểm và đẹp mắt, cảnh đấu súng gây cấn, màn đấu tay đôi kịch tính ở phần kết, pha lẫn chút hài hước để đảm bảo một hình ảnh Arnold cho người hâm mộ".
Richard Roeper cũng thích bộ phim này, cho điểm 3/4 sao và nói: "Nếu bạn đã mệt mỏi với những phim mang nội dung bạo lực và ngán ngẫm những bản tin khủng bố đẫm máu trên truyền hình, bạn sẽ không quan tâm khi nghe tên bộ phim này. Nhưng nếu bạn là một người hâm mộ diễn viên có phong cách riêng, những pha đấu súng dài hơi, cốt truyện luôn phát triển những tình huống bất ngờ, đây là vé để bạn thoát khỏi đời thực vào dịp cuối tuần".

## Doanh thu
Bộ phim được xếp hạng ở vị trí thứ 9 về doanh thu tại các phòng vé khi khởi chiếu. Trong tuần lễ ra mắt đầu tiên đã đạt doanh thu thấp hơn kỳ vọng, chỉ dưới 6.300.000 đôla. Bộ phim thất bại về mặt doanh thu với con số khiêm tốn 48.330.757 đôla.